# Citadelle de Doullens
La citadelle de Doullens, située à Doullens (Somme) est l'un des plus beaux ensembles d'architecture militaire de l'époque moderne du Nord de la France, antérieure à l’œuvre de Vauban. Elle a servi de centre de détention pendant la Seconde Guerre mondiale, et de camp d'enfermement des harkis après l'indépendance de l'Algérie.

## Histoire

### Création de la citadelle

#### Contexte politique
La création de la citadelle s'inscrit au cours des XVe et XVIe siècles dans une période d'affrontement entre le royaume de France et les ducs de Bourgogne qui se prolonge lorsque les territoires bourguignons passent à la maison de Habsbourg à la fin du XVe siècle à la suite du mariage de Marie de Bourgogne, fille de Charles le Téméraire, duc de Bourgogne avec Maximilien Ier de la maison de Habsbourg. À cette même époque, la guerre de Succession de Bourgogne à la fin du XVe siècle a entrainé la perte de la Picardie pour les Pays-Bas bourguignons avec un déplacement de la frontière vers le nord à la frontière avec l'Artois resté bourguignon.
Mais c'est surtout l'invention puis la démocratisation de l'artillerie au XVe siècle ayant rendu caduques les fortifications médiévales qui va pousser ces deux puissances au cours du XVIe siècle à réaliser de nombreuses fortifications le long de leur frontière commune.

#### Création de la citadelle
À la suite de la guerre de Succession de Bourgogne à la fin du XVe siècle, Doullens devient une ville frontière française face à l'Artois. En 1523, l'artillerie française est placée sur un retranchement de terre qu'a fait élever Antoine de Créquy pour tenir en respect les troupes espagnoles. Afin de protéger cette frontière le roi François Ier décide, en 1530, de faire construire à Doullens une citadelle de grès. Il en confie la construction à Robert Mailly qui fait édifier une forteresse de pierre à quatre bastions à orillons et flancs casematés selon une disposition typique des bastions construits dans les années 1530 et 1540 en France et dans les Pays-Bas voisins. François Ier, en 1526, puis Henri II, en 1547, viennent surveiller l'avancement des travaux. Située au pied du confluent de la Grouche et de l'Authie, avec d'un côté la position stratégique de la côte d'Amiens, de l'autre les collines de l'Artois, la citadelle est, au XVIIe siècle, l'une des plus vastes de France.

### Extension d'Errard

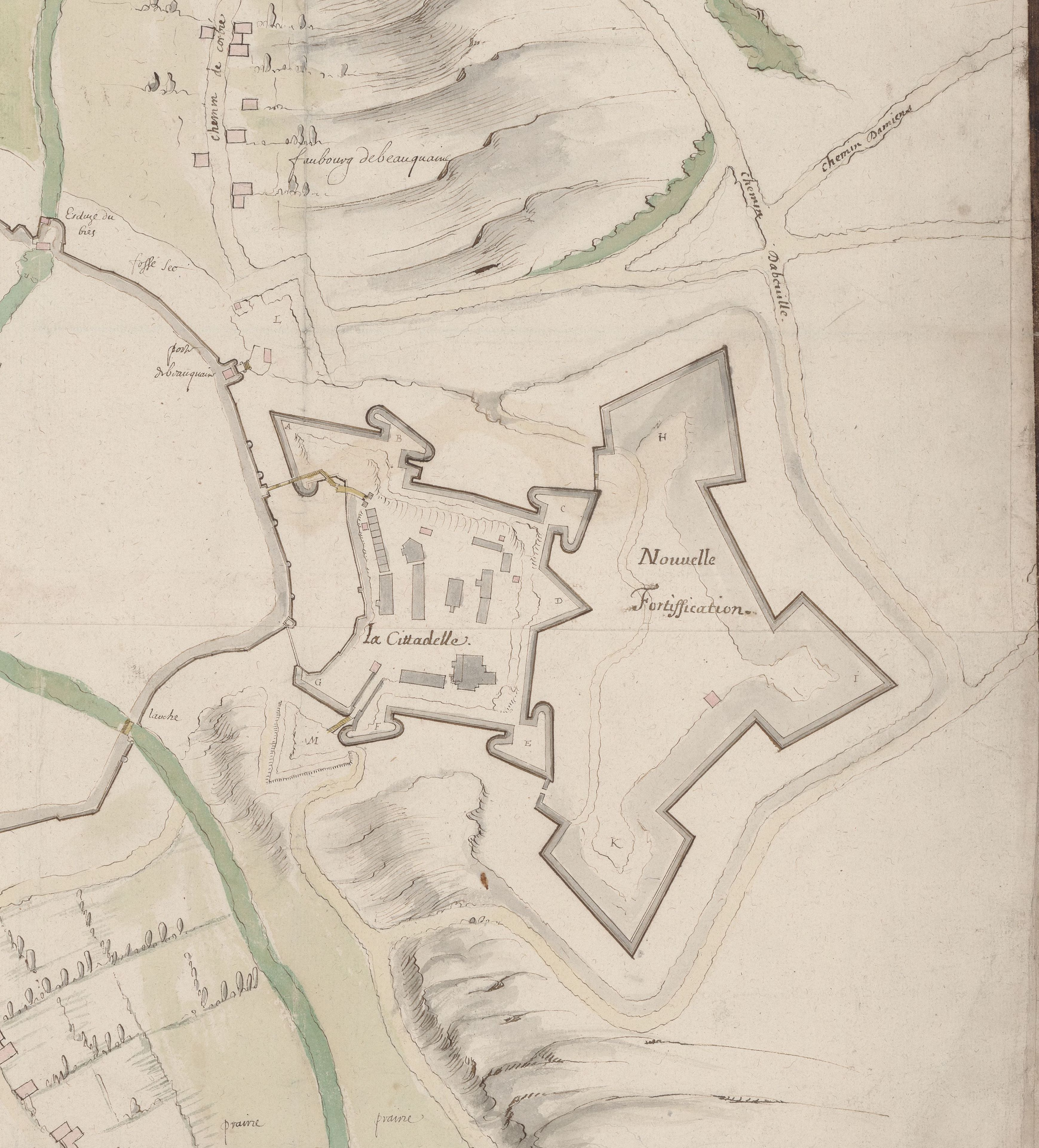
Plan de la citadelle en 1660.

En 1599, le roi Henri IV, décide de renforcer et agrandir la citadelle, il confie la réalisation des travaux à Jean Errard ou Errard de Bar-le-Duc qui fait construire une seconde ligne de défense devant le front sud-ouest composé de trois bastions de brique avec chaînage de pierre. Ces bastions sont caractéristiques du système de Jean Errard avec des flancs à angle aigu par rapport à la courtine.
Vauban ne serait intervenu dans les travaux de la citadelle de Doullens que pour les derniers travaux, selon Paul Rudet[Qui ?][réf. nécessaire]. Le colonel Pierson pense que Vauban n'est jamais venu à Doullens, mais qu'il a simplement donné ses directives pour les derniers perfectionnements[réf. nécessaire].

### Fin du rôle militaire de la citadelle

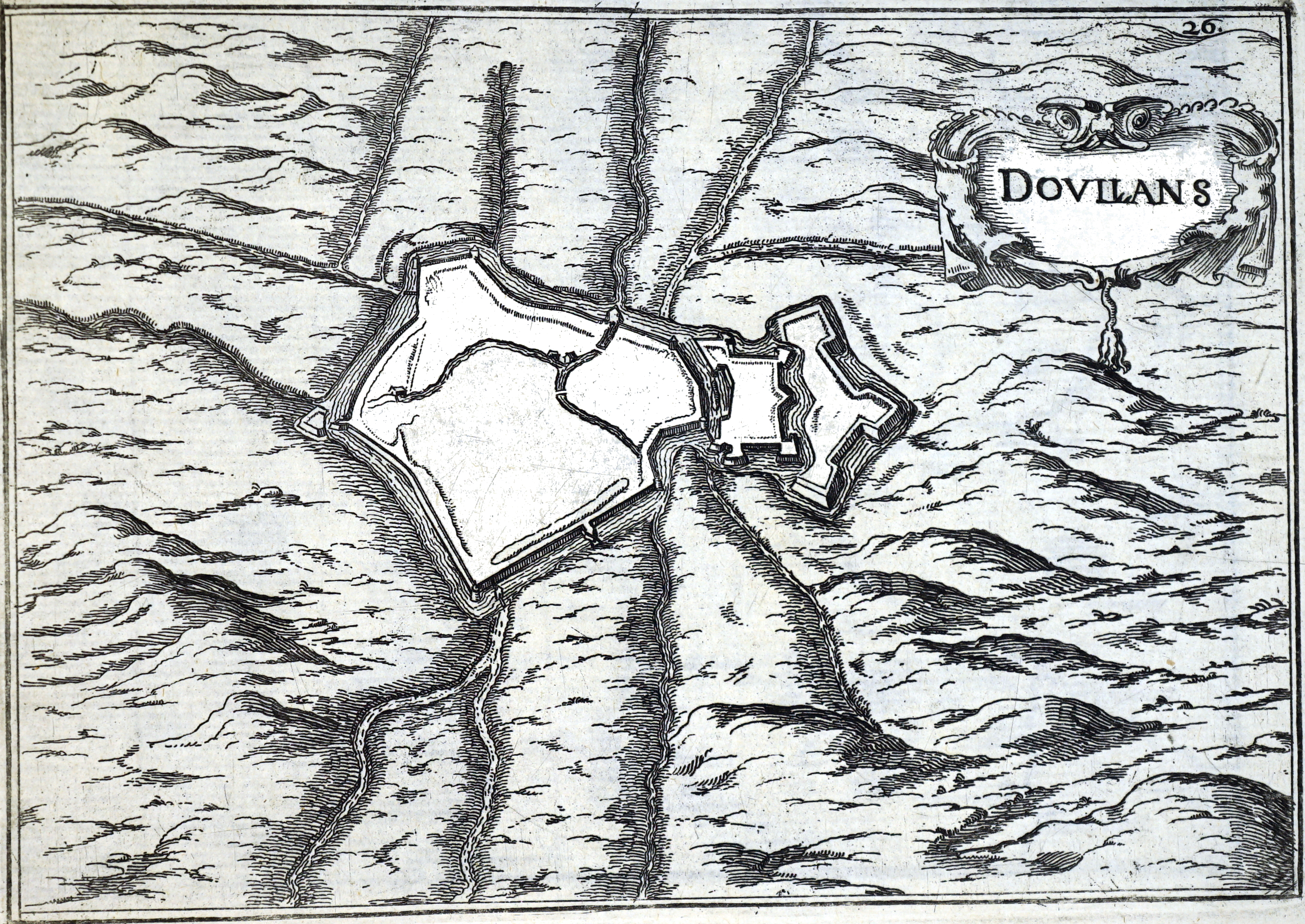
En 1634 par Christophe Tassin.

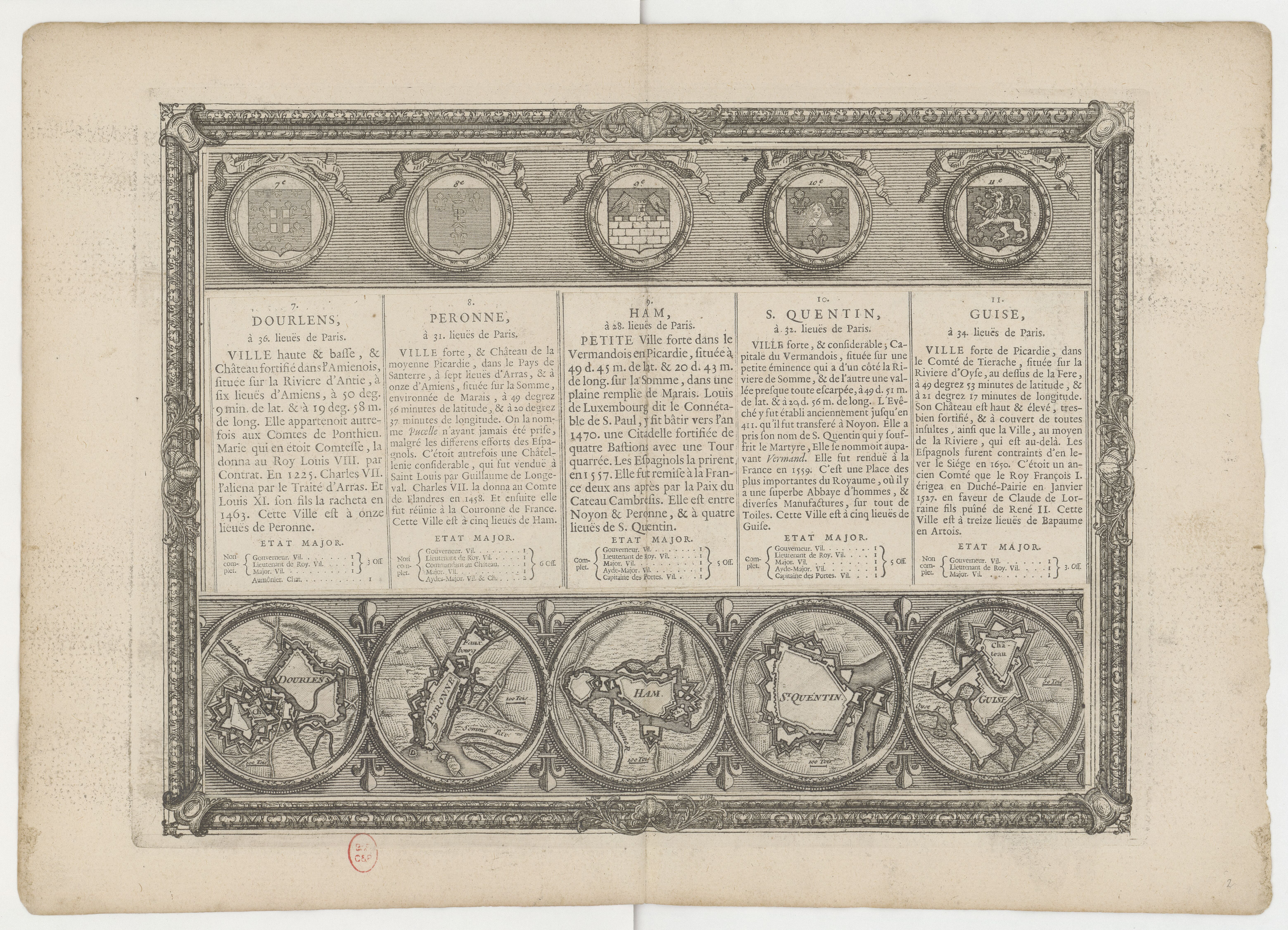
Doullens dans lAtlas topographique de Pierre Lemau de La Jaisse en 1749.

En 1659, le Traité des Pyrénées rattacha l’Artois à la France. La citadelle perdit alors son statut militaire et se transforme en lieu de détention : assignation à résidence, prison d’État, maison de préservation de jeunes filles, puis prison pour femmes.
Au XIXe siècle, Auguste Blanqui, Armand Barbès, Victor de Persigny, Proudhon et François-Vincent Raspail y furent détenus ; Charles Jeanne y meurt de la tuberculose en 1837.
Durant la Première Guerre mondiale, la citadelle, située seulement à 30 km de la ligne de front, fut transformée en hôpital militaire canadien. Malgré, ou peut-être parce qu'il était identifié comme un hôpital, dans la nuit claire du 29 au 30 mai 1918, l'hôpital s'est rendu tristement célèbre pour son bombardement lors d'un raid aérien allemand. Les bombes et les incendies qu'elles ont déclenché ont tué deux chirurgiens, trois infirmières, 16 autres membres du personnel médical et 11 patients.

### Seconde Guerre mondiale
En 1940, la citadelle est un Frontstalag qui détient plusieurs milliers de soldats français et britanniques (Prilaux, Secchioni 2022)

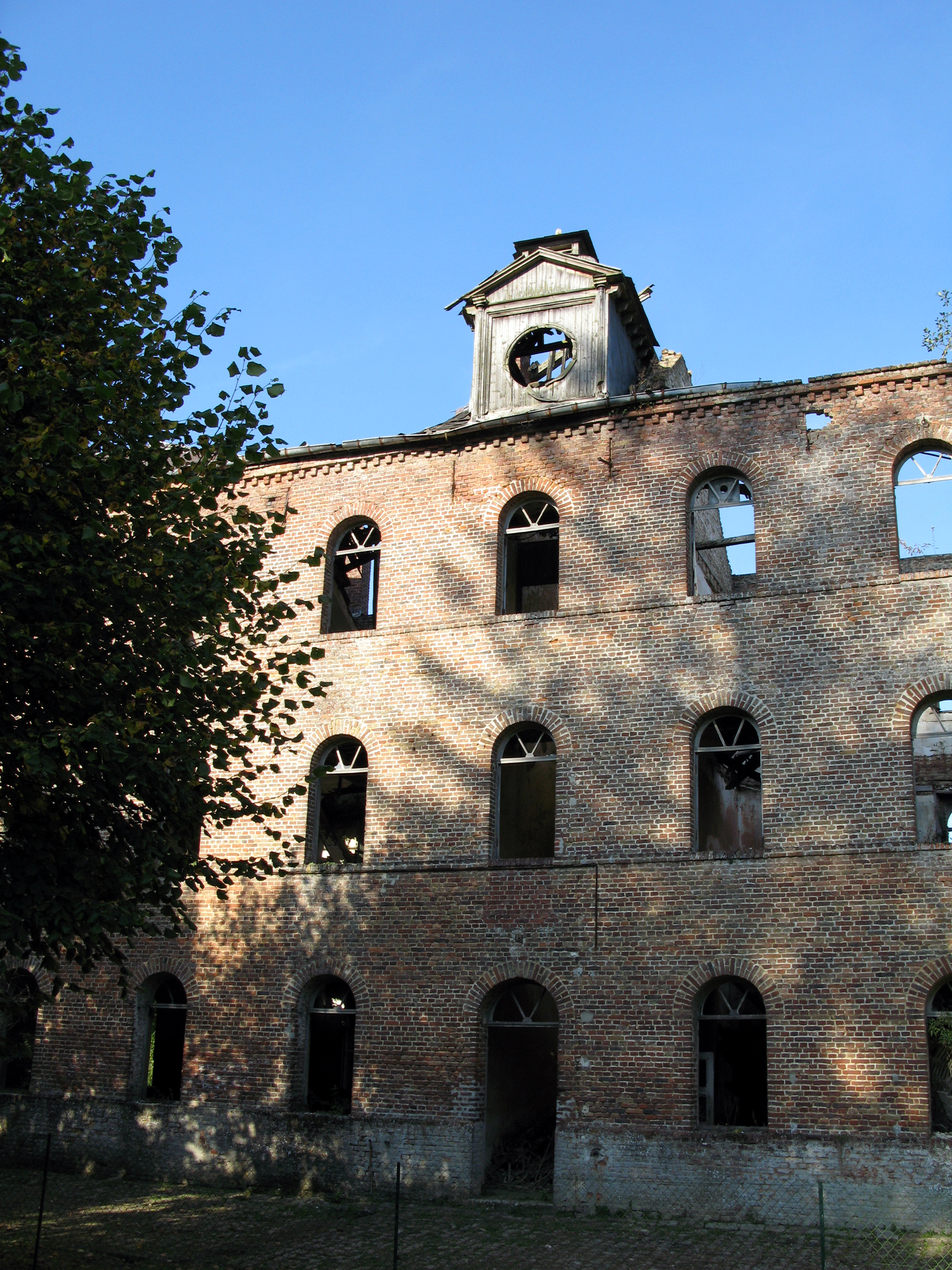
Doullens, citadelle, ruines des bâtiments pénitentiaires.

Pendant la Seconde Guerre mondiale de 1941 à 1943, la citadelle de Doullens devient un camp d'internement français.
À partir de 1943, un blockhaus est construit par les Allemands pour abriter un poste de commandement de missiles V 1.
De mars à avril 1944, la citadelle a détenu plus de 2500 déportés du camp de concentration de Buchenwald. Ce commando extérieur, appelé par les nazis « SS-Baubrigade V » était placé sous l'autorité du commandant SS Gerhard Weigel (de) (voir publication de Gilles Prilaux et Pauline Secchioni, Les Ombres de Buchenwald, édition Somme Patrimoine)

### Après-guerre
C’est du haut des remparts qu’Albertine Sarrazin, célèbre écrivaine, s’échappa en avril 1957. Elle fit le récit de cette évasion dans son roman L’Astragale. Le film L'Astragale, film réalisé en 1968 par Guy Casaril avec Marlène Jobert dans le rôle principal, est une adaptation de ce roman. Une deuxième adaptation cinématographique réalisée par Brigitte Sy sort en 2015. En 2024, après une longue investigation, l'archéologue Gilles Prilaux et Margot Lepage ont retracé le parcours de l'évasion d'Albertine grâce à des archives non-déclassifiées (voir publication de Margot Lepage et de Gilles Prilaux, Albertine Sarrazin et les filles de la turne 9, édition Somme Patrimoine).

### Enfermement des harkis
Après l'indépendance de l'Algérie en 1962, 83 familles de harkis rapatriées d'Algérie sont logées à la citadelle dans les locaux du Ministère de la Justice. Ce sont les derniers occupants de la citadelle.
Selon une première version de l'histoire, six-cents personnes dont 300 enfants pour la plupart en bas âge se trouvèrent rassemblées là, démunies de tout. L'armée française est chargée de venir en aide aux réfugiés mais les besoins de cette population civile, biberons, lait, layette, vêtements de femme, etc., ne peuvent être satisfaits par les militaires. Un appel aux dons est lancé dans la presse locale pour sensibiliser les Doullennais à cette œuvre sociale d'urgence.
Une tout autre version de cet évènement est validée par le Parlement français en 2022, avec le vote d'une loi de réparation et de reconnaissance de « ces conditions indignes de l’accueil », qui demande pardon aux centaines de harkis qui ont été enfermés dans la citadelle, dorénavant reconnue comme un camp,.

Un témoin raconte: 

« On ouvre à la hâte cette Citadelle qui n'est absolument pas prête à recevoir plus d'un millier de personnes. Il n'y a plus d'électricité, plus d'eau, les bâtiments sont laissés à l'abandon et on se retrouve dans une situation extrêmement tendue, à leur arrivée en 1962. Et on est sur un système complètement fermé, avec des gardes militaires, des portes closes »

Les familles doivent recevoir une indemnisation.

## La citadelle aujourd'hui, un espace récréatif
En 1973, l'association Les Amis de la citadelle voit le jour. Une grande campagne de débroussaillage et de nettoyage est alors menée, par des bénévoles passionnés, sur un site à l'abandon depuis 1965. Devenue propriété du Conseil départemental de la Somme en 1978, la citadelle de Doullens fut gérée par la communauté de communes du Doullennais de 2006 à 2017 puis, L'association la citadelle a été créée en 2016 pour permettre à la société civile de contribuer au réveil de la citadelle. Depuis le 1er janvier 2018, par l'Établissement public de coopération culturelle (EPCC) Somme Patrimoine. L'association « Les Amis de Somme Patrimoine » a effectué un nettoyage des fossés, de la demi-lune, de deux blockhaus avec les jeunes du centre Epide de Doullens et les scouts. Des travaux sont en cours, financés par le département de la Somme.

### Tourisme
Des visites guidées sont organisées par les médiateurs de Somme Patrimoine sur réservation de façon limitée. On peut voir l'intérieur de la citadelle, ses murailles de grès, ses bastions en as de pique, ses anciennes prisons pour femmes et son réseau de galeries de contre-mines. Un dispositif sonore permet une véritable immersion dans l'histoire multiséculaire de la forteresse. 

### Manifestations culturelles et sportives
- Les Journées doullennaises des jardins d'agrément (JDJA), se déroulent le dernier week-end de mai.
- Un hommage aux victimes du bombardement allemand (mai 1918) sur l'hôpital militaire Canadien a été organisé lors du centenaire de la Première Guerre mondiale par l'association la Citadelle. Un arbre souvenir a été planté, un véritable érable du Canada, en hommage aux victimes canadiennes.
- Les pages historiques de la citadelle, festival multi-époques du XVIe au XXe siècle.
- Journées européennes du patrimoine (JEP) en septembre.
- Une course extrême a été plusieurs fois organisée par l'association Devil Ride.

#### Culture
- concentration de voitures anciennes,
- festivals de  musique
- Exposition Albertine Sarrazin (2015) par l'association la citadelle
- Livret sur l'histoire de la citadelle (2016)
- Dictionnaire illustré des prisonniers, prisonnières de la citadelle (Fabrice Dehaene 2021). Editée par l'association la citadelle, le dictionnaire a été primé par le Crédit Agricole, avec plusieurs mentions par le Président de la République, par le Président du Sénat et par le Président de l'Assemblée Nationale.
- Concours de poésie a été organisée en 2021 par l'association la citadelle sur le thème Albertine Sarrazin et la Nature
- Plusieurs films sur Albertine Sarrazin dont l'œuvre de 1968 tourné en partie à la citadelle de Doullens avec Marlène Jobert
- Jean-Claude Marzec a consacré un livre à la plus célèbre évasion de Doullens.  Albertine Sarrazin, Picarde ? (2024)
- Un ouvrage regroupant les cartes postales de la citadelle a été édité en 2024 par l'association la Citadelle.

#### Sport
- championnat de VTT,
- championnat de moto-cross
- championnat de tir